# شعير بلومي
شعير بلومي (Hordeum × blomii) هو نوع نباتي يتبع جنس الشعير من الفصيلة النجيلية.